# Теорије конфликта
Теорије конфликта у социолошком погледу се темеље на друштвеним сукобима. Теорије су поставили Карл Маркс и Огист Конт.
Маркс је сматрао да је сукоб покретач друштвеног развоја. Конт је сукоб видео као друштвену болест коју је могуће излечити. Из ова два гледишта развиће се временом две супротстављене идеје: функционализам и теорија сукоба. Функционализам наглашава важност консензуса у друштву. Сукоб је могућ, али као повремени поремећај у друштвеним односима. Теорије сукоба, насупрот томе, полазе од претпоставке да у друштву постоје базичне разлике у интересима између друштвених група. Услед тога долази до сукоба који су уобичајена и трајна карактеристика сваког друштва.

## Социолошка перспектива
Оно што је овим теоријама заједничко јесте да сукобе виде као последицу друштвених чинилаца. Насупрот томе, биологистичка објашњења у први план истичу наводне карактеристике људске природе као што су егоизам и агресивност који се неминовно воде сукобима између појединаца. Психологистичке теорије у први план истичу проблеме у социјализацији, фрустрације и пражњење напетости. Утицај ових гледишта у различитој мери је присутан код социолога који су се бавили друштвеним сукобима.

## Георг Зимел
За Цимела, сукоб је један од основних друштвених облика. Сукоб, парадоксално, представља један од основа удруживања јер је интеракција у њему најинтензивнија. Сукоб је извор социјалне регулације, а не само дисфункције. Сукоб води миру и јединству било постизањем компромиса или уништењем једне од старана у борби. Нема друштва без сукоба, као ни без мира и сарадње. У сваком друштву ове супротности се мешају. Разлог је тај што је људима урођена мржња баш као и љубав и зато ће увек бити сукоба.

## Зимел 2
Посебан вид сукоба је утакмица. Она се разликује од борбе по томе што не тежи уништењу противника, већ постизању циља-поседовања истог предмета. Утакмица развија такмичарски дух и зато је позитивна. Борба такође може имати позитивну функцију која се огледа у јачању кохезије групе, нпр. ако нема противника група се временом распада. Такође, сукоб елиминише оне које су најмање везани за групу. Сукоб појединцу даје осећај да није без алтернативе у неком односу. Посебну пажњу Зимел поклања решавању сукоба. Он истиче да компромис представља поравнање у коме се једна страна одриче жељеног предмета. Компромис претпоставља способност апстрактног мишљења које разликује предмет од вредности предмета. Зато је компромис могућ тек у културно развијеним заједницама.

## Макс Вебер
Борба је однос у коме актер свесно покушава да спроведе сопствену вољу насупрот отпору осталих актера. Мирољубива борба(без актуелног физичког насиља) је такмичење. Када се такмичење води према правилима поретка онда је реч о регулисаном такмичењу. Борба за опстанак без смисаоне борбене намере назива се селекција. Постоје многи прелази између, с једне стране, крваве борбе у циљу уништење противника, и са друге стране, регулисане витешке борбе. Насилна борба је посебан тип због средстава која се користе и последица које има.

## Вебер 2
Свака борба води селекцији оних који поседују више личних квалитета важних за победу у борби. О којим квалитетима је реч зависи од услова борбе, а најважнији услови су пореци према којима се оријентише понашање у борби. Друштвена селекција значи да одређени типови понашање имају више изгледа да се добију одређени друштвени односи. Селекција је вечита јер нема начина д асе она искључи. Пацифистички поредак може само да регулише средства, објекте и правац борбе у смислу да се неки од њих искључе.

## Луис Козер
Основни циљ је истицање позитивних функција сукоба. Унутрашњи сукоб може бити фактор кохезије јер служи као вентил који даје одушка нетрпељивостима и онемогућава да се односи између актера прекину, нпр. сукоб ће бити посебно јак ако избије у групи која је упорна настојала спречити изражавање непријатељских осећања. У том случају он не разрешава само актуелни проблем већ све оне потиснуте проблеме одједном. Зато важи правило: Што је група чвршћа то је сукоб интензивнији. Позитивна функција сукоба постоји само ако циљеви и вредности сукобљених страна нису супротни на челима на којима се група заснива. Спољни сукоб гуши конфликте у групи и елиминише дисиденте. Чак и насиље може имати позитвне функције: насилнику дају могућност да стекну осећај признања у својој суб културној групи указују на дубље проблеме (чартистички сукоб) и доприносу њиховом решавању представља катализатор за оне који не учествују у сукобу скрећући пажњу на проблеме

## Ралф Дарендорф
Сматра да Марксова теорија не може да објасни главне сукобе у „посткапиталистичким” друштвима XX бека је уместо поларизације класа постоји тренд разлагања друштвене структуре на мноштво нових средњих слојева као и слојева у оквиру старих класа. Неједнакости су смањење због промена у структури и интервенције државе. Мобилност је повећана, а власништво више није извор контроле. Сукоб у модерном друштву не произилази из улоге коју неко обавља. Управо разлике у моћи, односно власти чине основу сукоба у савременом друштву. Савремени сукоби међутим нису фатални јер постоје различити механизми индустријске и политичке демократије који им умањују интензитет. Нпр. синдикални преговори о институализацији сукоба.
Други разлог је што су појединци активни у разним групама али се ни са једном не идентификују до краја (Црква, професија, класа, партија итд.)

## Посебно истраживане врсте сукоба
- Класне борбе
- Идеолошки сукоби
- Ратови
- Револицује
- Штрајкови
- Насиље у породици